# Brisinga endecacnemos
Brisinga endecacnemos is een zeester uit de familie Brisingidae. De eerste exemplaren die ooit gevonden werden, werden door Peter Christen Asbjørnsen in augustus 1853 van 200 tot 400 meter diepte opgevist uit de Hardangerfjord in Noorwegen. Het dier had elf armen, wat aanleiding was voor de naam "endecacnemos" (endeca is elf).
Brisinga endecacnemos werd in Fauna littoralis Norvegiae uit 1856 beschreven en benoemd door Asbjørnsen, en is de typesoort van het geslacht Brisinga.
Brisinga endecacnemos kan door middel van bioluminescentie licht produceren, wat sinds 1952 bekend is; pas later werd dit ook bij andere soorten zeesterren ontdekt.